# Megachile unifasciata
Megachile unifasciata là một loài Hymenoptera trong họ Megachilidae. Loài này được Radoszkowski mô tả khoa học năm 1881.